# District de Huayllabamba (Urubamba)
Au Pérou, le district de Huayllabamba est l’un des sept districts de la province d'Urubamba située dans le département de Cusco.